# Edmund Brylewski
Edmund Brylewski (* 5. März 1943; † 10. Mai 2016 in Marienfeld) war ein deutscher Fußballspieler.

## Werdegang
Der Stürmer Edmund Brylewski begann seine Karriere beim Verein SuS Bertlich in Herten. Über den Erler SV 08 kam er im Jahre 1968 zum Regionalligisten Eintracht Gelsenkirchen, für den er in der Saison 1968/69 29 Regionalligaspiele bestritt und dabei sechs Tore erzielte. Am Saisonende stieg die Eintracht als Tabellenletzter ab. Im Sommer 1970 wechselte Brylewski zum SVA Gütersloh, mit dem er ein Jahr später in die Regionalliga West aufstieg und 1974 die Qualifikation für die neu geschaffene 2. Bundesliga verpasste. Für die Gütersloher absolvierte Brylewski 81 Regionalligaspiele und erzielte 19 Tore. Er ist damit der Regionalliga-Rekordtorjäger des SVA Gütersloh. Im Jahre 1975 wurde er mit dem SVA Gütersloh Meister der Verbandsliga Westfalen 1, verlor aber das Endspiel gegen Westfalia Herne.